# Sandro Cavazza
Alessandro Michele Cavazza (Estocolmo, 11 de setembro de 1992) mais conhecido como Sandro Cavazza, é um cantor e compositor sueco de ascendência italiana. Além de sua carreira solo, também foi integrante do grupo pop Estraden(se).
Entre suas influências musicais, ele cita Eagle-Eye Cherry, Nirvana, Red Hot Chili Peppers, Westlife, ABBA, Max Martin, Bon Iver e Queen, especialmente Freddie Mercury.
Sandro Cavazza era um grande amigo do produtor sueco Avicii. Juntos, colaboraram nas músicas Gonna Love Ya e Sunset Jesus, presentes no álbum Stories. Ele também participou da faixa Without You, que foi indicada ao prêmio Grammis em 2017. Durante uma viagem de carro pelos Estados Unidos, Avicii e Sandro Cavazza escreveram várias músicas juntos. Após a morte de Avicii em 2018, apenas Forever Yours foi lançada oficialmente em 2020, finalizada pelo DJ e produtor norueguês Kygo com a versão original sendo lançada somente em 2025.
Apesar de inicialmente planejar se aposentar dos palcos depois disso, Cavazza continuou colaborando com outros artistas. Ele participou das faixas All for Love, de Felix Jaehn, Fade Away, do quinto álbum de Kygo, e Young Again, de Don Diablo.

## Vida pessoal
Em uma entrevista em junho de 2018, Sandro Cavazza descreveu sua origem como "muito sueca e parcialmente italiana", destacando os almoços de domingo com sua família italiana combinados com o sistema social seguro da Suécia. Isso lhe deu a oportunidade de frequentar uma escola de música.
Em 23 de novembro de 2021, Sandro Cavazza anunciou sua intenção de "encerrar sua carreira" como artista, afirmando que aspectos como redes sociais, competição e estar no centro das atenções não o faziam feliz. Ele decidiu focar exclusivamente em sua carreira como compositor e realizou um show de despedida em Estocolmo, em 2022.